# Erik Adlercreutz
Erik Alfred Herman Adlercreutz, född 7 april 1899 i Helsingfors, död där 13 oktober 1989, var en finländsk läkare. Han var far till Herman Adlercreutz.
Efter studentexamen 1917 blev Adlercreutz medicine kandidat 1921, medicine licentiat 1928, medicine och kirurgie doktor samma år på avhandlingen Strumaförekomsten i Finland och dess beroende av vattnets jodhalt och var docent i inre medicin vid Helsingfors universitet 1934–1966. Han innehade läkarpraktik i Helsingfors från 1928, var assistentläkare vid Maria sjukhus 1929–1930, vid första medicinska universitetskliniken 1930–1931, var biträdande lärare där 1931–1935 och överläkare vid Diakonissanstaltens andra medicinska avdelning 1935–1950. 
Adlercreutz var överläkare vid Ulrikasborgs bad- och kuranstalt 1930–1933 och vid Bad Grankulla i Grankulla 1934–1936. Han var sekreterare i Föreningen för invärtes medicin i Finland 1933–1935, ordförande 1947–1949, ordförande för Finska Läkaresällskapet 1951 och sekreterare för Finland i Nordiska föreningen för invärtes medicin 1933–1950, Hans vetenskapliga arbeten gällde främst gastroenterologin, och han var länge Finlands främsta expert på leversjukdomar. Han utsågs 1970 till hedersledamot av Finska Läkaresällskapet.